# 賈尼別克

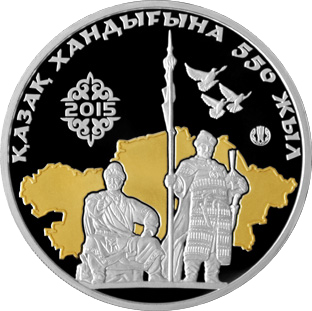
哈萨克斯坦在2015年所制的賈尼別克纪念币

贾尼别克·汗（羅馬化：Jänibek xan；？—1480年）是秃花帖木儿家的後裔，亦是哈萨克汗国的奠基人之一，為金帐汗国因术赤長子斡兒答和次子拔都家族血统断绝后陷入混乱时成立的政权之一。教名阿布·赛德·汗（阿拉伯语：ابو سعيد خان，哈萨克语：Әбу Саид хан，拉丁化：Äbw Saïd xan）
1465年至1466年，由于和昔班家后裔的昔班王朝奠基人阿布海儿汗不和，与再从兄弟克列（为贾尼别克之父八剌汗的大伯父脱黑脱乞牙之孙，恩克·布剌德之子）自成一部，后东察合台汗国分出蒙兀儿斯坦一部分地方给他们放牧，他们与当地哈萨克部落联合，建立哈萨克汗国。

## 生涯
贾尼别克是金帐汗国左翼斡儿答·兀鲁思（即白帐汗国）麾下、术赤第13子秃花帖木儿的后代王族。出自于秃花铁木儿诸子中兀伦帖木儿的儿子阿吉黑的后裔。其曾祖父兀鲁斯汗继承了斡儿答后王系统的白帐汗国汗位，后在和同族脱脱迷失战争中过世。伯祖父脱黑脱乞牙以及祖父科利贾克相继继承汗位，后来贾尼别克之父八剌汗在位五年后因受金帐汗攻打而死。
15世纪中叶，昔班后王乌兹别克首长阿布海儿在中亚地区扩大自己的势力，南部的帖木儿帝国以及蒙兀儿斯坦接连受到了其威胁。贾尼别克与克列两人一起领导哈萨克的分裂派和在乌兹别克汗影响下逃亡的部众，朝着蒙兀尔斯坦方向移动，这事件发生的具体时间学者们有不同的意见，总体而言确定是在也先不花二世汗（耶宪布赫汗）统治的时期。也先不花二世对他们比较友善，将楚河流域给予他们渐渐形成了独立势力，成为了日后哈萨克汗国的基础。阿布海儿阵亡后大部分乌兹别克民众归属了贾尼别克和克列，一团的人数曾经到达过20万人至多。1468年阿布海儿的继承人谢义夫·海达尔与哈萨克开战，失败战死。
贾尼别克以富有智慧著称，曾被赐予代表“贤者”意义的「Äz」称号。他的儿子哈斯木在位期间制订了哈萨克人的成文法律。在如今的哈萨克斯坦，广泛意义上认为当年贾尼别克和克列两人的东迁为日后哈萨克民族的形成和独立奠定了基石。
1470年克列死后，贾尼别克成为唯一的大汗。1480年贾尼别克亡故后，克列之子巴兰杜黑汗成为可汗，但1511年被贾尼别克之子哈斯木废黜。此后一直到阿布勒海尔汗之前，大部分的哈萨克汗都是出自於他的嫡系。他死后安葬在乌拉尔河的萨莱楚克。

## 子嗣
1. 叶伦吉苏丹（Iranji Sultan）：1470年代时索兰的统治者，成功抵抗了阿布海儿的孙子，乌兹别克的穆罕默德·昔班尼占领索兰以及突厥斯坦其他城市的企图。
2. 马哈茂德苏丹（Mahmud Rahim Sultan，1476年卒）：苏扎克的统治者。 和叶伦吉一样，他参加了保卫锡尔河地区免受乌兹别克军队侵害的行动。
3. 哈萨克汗国第四代可汗（Qasim Khan）：哈斯木，马马什汗和哈克纳扎尔汗之父。
4. 阿迪克苏丹（Adik Sultan，1445年-1503年）：巴兰杜黑汗对抗昔班尼的积极参与者。塔伊尔汗和拜答什汗之父。
5. 札尼失苏丹（Janysh Sultan，1453年-1513年后）：与昔班尼斗争的参与者之一。阿赫马德汗之父。
6. 坎纳巴苏丹（Qanabar Sultan）：哈斯木的同母弟， 终其一生都在未来可汗哈斯木军队的最前线。
7. 塔尼什苏丹（Tenish Sultan，1453年-1513年后） ：因遭受穆罕默德·昔班尼军队的重大失败而闻名。
8. 乌斯克苏丹（Usuk Muhammed Sultan）：小玉兹的阿布勒海尔汗的六世祖。
9. 札兀克苏丹（Juak Sultan，1520年代卒）：与诺盖汗国斗争的参与者。托古木汗和昔凯汗之父。